# Saint-Didier (Vaucluse)
Pour les articles homonymes, voir Saint-Didier.
Saint-Didier est une commune française située dans le département de Vaucluse, en région Provence-Alpes-Côte d'Azur.

## Géographie
Petit village de Provence, Saint-Didier est situé à l'est d'Avignon, non loin de Carpentras et de Pernes-les-Fontaines. Le village se trouve au pied des monts de Vaucluse, et au nord-est, il y a une vue sur le mont Ventoux.
L'autoroute la plus proche est l'autoroute A7 et la gare TGV celle d'Avignon.
|                      | Mazan               |            |
| Pernes-les-Fontaines | Saint-Didier        | Venasque   |
|                      | La Roque-sur-Pernes | Le Beaucet |

### Sismicité
Les cantons de Bonnieux, Apt, Cadenet, Cavaillon et Pertuis sont classés en zone 1b (risque faible). Tous les autres cantons du département de Vaucluse, dont celui de Pernes-les-Fontaines auquel appartient la commune, sont classés en zone 1a (risque très faible). Ce zonage correspond à une sismicité ne se traduisant qu'exceptionnellement par la destruction de bâtiments.

### Hydrographie et les eaux souterraines
La Nesque est un petit cours d'eau qui passe non loin du cœur du village, tandis que celui-ci est traversé par le Barbara.

### Climat
Pour des articles plus généraux, voir Climat de Provence-Alpes-Côte d'Azur et Climat de Vaucluse.
En 2010, le climat de la commune est de type climat méditerranéen franc, selon une étude du Centre national de la recherche scientifique s'appuyant sur une série de données couvrant la période 1971-2000. En 2020, Météo-France publie une typologie des climats de la France métropolitaine dans laquelle la commune est exposée à un climat méditerranéen et est dans la région climatique  Provence, Languedoc-Roussillon, caractérisée par une pluviométrie faible en été, un très bon ensoleillement (2 600 h/an), un été chaud (21,5 °C), un air très sec en été, sec en toutes saisons, des vents forts (fréquence de 40 à 50 % de vents > 5 m/s) et peu de brouillards. 
Pour la période 1971-2000, la température annuelle moyenne est de 13,5 °C, avec une amplitude thermique annuelle de 17,7 °C. Le cumul annuel moyen de précipitations est de 703 mm, avec 5,8 jours de précipitations en janvier et 2,7 jours en juillet. Pour la période 1991-2020, la température moyenne annuelle observée sur la station météorologique de Météo-France la plus proche, « Carpentras », sur la commune de Carpentras à 7 km à vol d'oiseau, est de 14,7 °C et le cumul annuel moyen de précipitations est de 665,5 mm. 
La température maximale relevée sur cette station est de 44,3 °C, atteinte le 28 juin 2019 ; la température minimale est de −15,4 °C, atteinte le 7 janvier 1985,,. 
Les paramètres climatiques de la commune ont été estimés pour le milieu du siècle (2041-2070) selon différents scénarios d'émission de gaz à effet de serre à partir des nouvelles projections climatiques de référence DRIAS-2020. Ils sont consultables sur un site dédié publié par Météo-France en novembre 2022.

#### Le mistral
Dans cette commune qui produit des Ventoux (AOC), aucun vigneron ne se plaint du mistral, même violent, car celui-ci a des avantages bénéfiques pour le vignoble. Appelé le « mango-fango », le mangeur de boue, il élimine toute humidité superflue après les orages, dégage le ciel et lui donne sa luminosité, préserve les vignes de nombreuses maladies cryptogamiques et les débarrasse d'insectes parasites.

## Urbanisme

### Typologie
Au 1er janvier 2024, Saint-Didier est catégorisée petite ville, selon la nouvelle grille communale de densité à sept niveaux définie par l'Insee en 2022.
Elle appartient à l'unité urbaine d'Avignon, une agglomération inter-régionale regroupant 59  communes, dont elle est une commune de la banlieue,,. Par ailleurs la commune fait partie de l'aire d'attraction de Carpentras, dont elle est une commune de la couronne,. Cette aire, qui regroupe 21 communes, est catégorisée dans les aires de 50 000 à moins de 200 000 habitants,.

### Occupation des sols
L'occupation des sols de la commune, telle qu'elle ressort de la base de données européenne d’occupation biophysique des sols Corine Land Cover (CLC), est marquée par l'importance des territoires agricoles (56,8 % en 2018), en diminution par rapport à 1990 (65,8 %). La répartition détaillée en 2018 est la suivante : 
zones urbanisées (36,8 %), cultures permanentes (30,3 %), zones agricoles hétérogènes (26,5 %), forêts (6,4 %). L'évolution de l’occupation des sols de la commune et de ses infrastructures peut être observée sur les différentes représentations cartographiques du territoire : la carte de Cassini (XVIIIe siècle), la carte d'état-major (1820-1866) et les cartes ou photos aériennes de l'IGN pour la période actuelle (1950 à aujourd'hui).

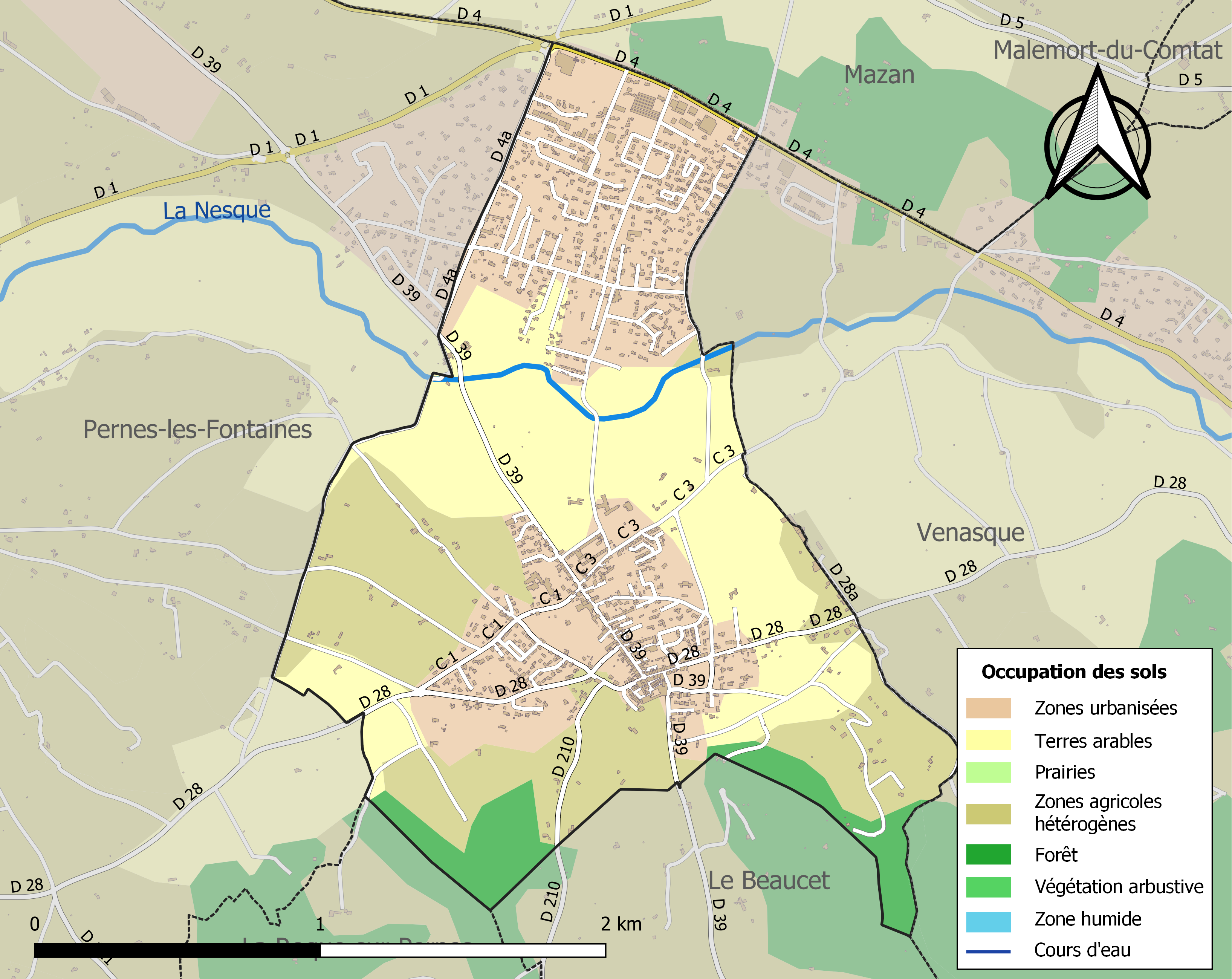
Carte des infrastructures et de l'occupation des sols de la commune en 2018 (CLC).

## Histoire

### Toponymie
La commune porte le nom de saint Didier, qui fut évêque de Vienne (Isère) entre 596 et approximativement 608.

### Préhistoire et Antiquité
De tous temps, les pierres de la carrière de Saint-Didier ont été renommées pour leur grain. Il y a 5 000 ans, la stèle anthropomorphe de Lauris, à 50 kilomètres de là, a été sculptée dans ce calcaire. Lors de la colonisation romaine, les premiers occupants placèrent ce lieu sous la protection de Mars Nabelcus et ses eaux sous celle de Dea Eviata.

### Moyen Âge
Le castrum primitif fut vendu à Franco, évêque de Carpentras, en 1160, par Raymond V, comte de Toulouse et marquis de Provence. Ce fut à cette occasion que, pour la première fois, fut utilisé le nom de S. Desiderii.

### Renaissance
Au début du XVe siècle, ce fief du Comtat Venaissin était tenu en paréage par plusieurs coseigneurs. Parmi eux se trouvaient les Thézan, les Venasque, les Seguin-Vassieux, les Guesc, les Modène, les Raffélis de Tertulle et les Chaylus.
Le 7 mai 1518, un acte rédigé par Barthélémy de Rapariis, archidiacre de Carpentras, sous l'autorité de Jacques Sadolet, évêque de Carpentras, répond à la demande de vingt chefs de famille vivant autour du château de Saint-Didier en fondant une paroisse distincte de celle du Beaucet. Son siège est l'actuelle église du village. Le vicaire nommé pour assurer la responsabilité de la paroisse percevrait la dîme sur les récoltes du lieu ; un conseil de fabrique de deux membres (operaios) est chargé de pourvoir aux frais de la paroisse en percevant le produit du souquet du vin, taxe perçue sur la vente du vin. Cet acte signe la naissance de la communauté villageoise.

### Période moderne

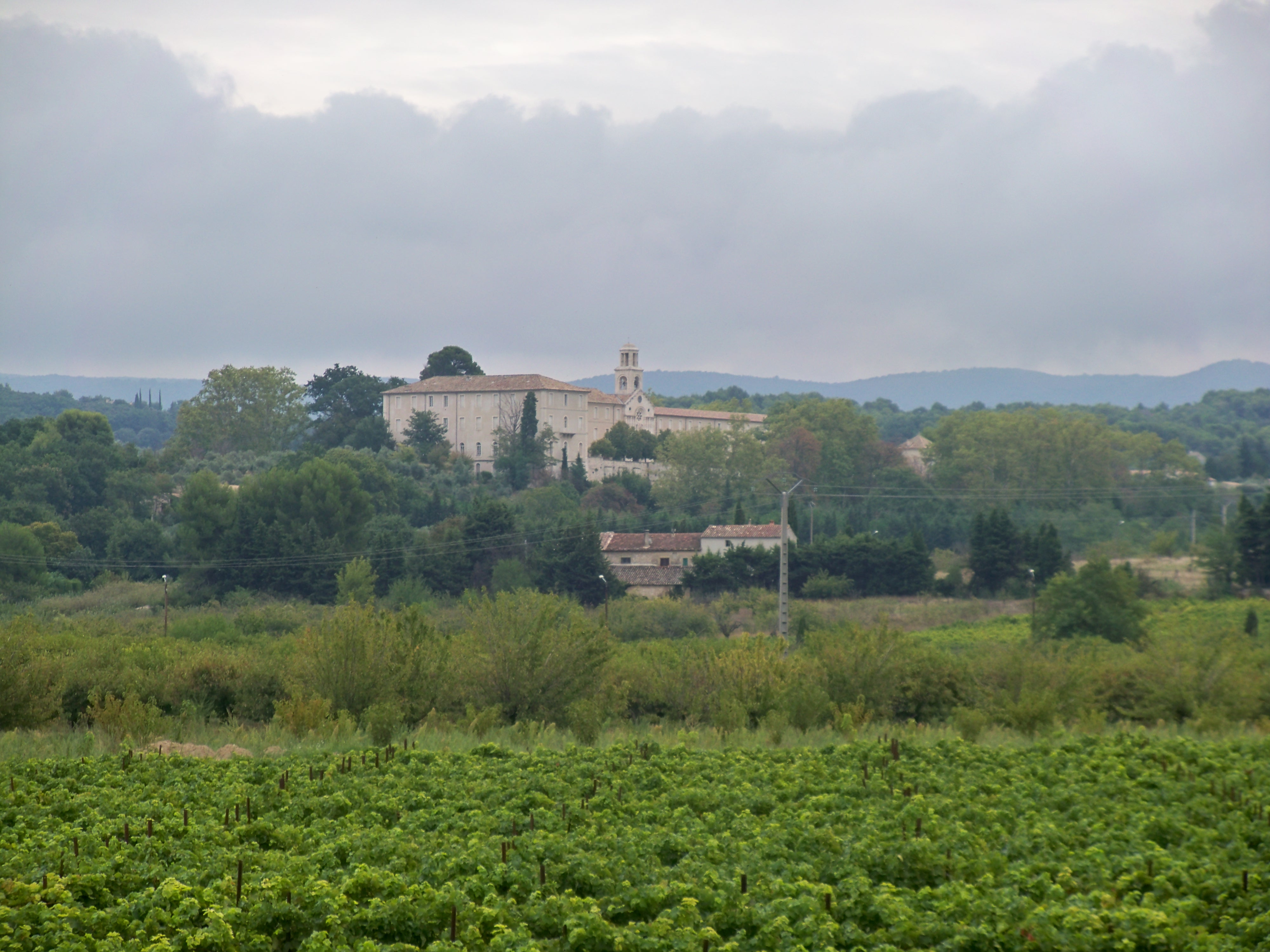
Notre-Dame de Sainte-Garde-des-Champs.

Le 12 août 1793 fut créé le département de Vaucluse, constitué des districts d'Avignon et de Carpentras, mais aussi de ceux d'Apt et d'Orange, qui appartenaient aux Bouches-du-Rhône, ainsi que du canton de Sault, qui appartenait aux Basses-Alpes.
Saint-Didier était anciennement appelé Saint-Didier-les-Bains en 1918 grâce à ses stations thermales situées sur la commune et à ses demeures d'accueil prestigieuses pour soigner diverses maladies grâce au thermalisme. En 1665 débute la construction d'une chapelle dédiée à la Vierge, le 9 juin 1666 elle est consacrée sous le nom de Notre-Dame de Sainte-Garde et accueille des pèlerins. Agrandie petit à petit, Sainte-Garde est un lieu de retraite et d'étude. À la Révolution française, les bâtiments sont vendus en 1792 et transformés successivement en exploitation agricole, verrerie et magnanerie.

### Période contemporaine
En 1815 l'ensemble du domaine de Sainte-Garde est remis en vente pour destruction. Racheté en 1817 par une association, il devient maison d'étude (petit séminaire). En 1906, à la suite de la loi de séparation des Églises et de l'État, le domaine redevient propriété de l'état et est confié à la gérance du département. Le domaine sera alors successivement  utilisé comme hôpital militaire français pendant la première guerre mondiale, comme orphelinat laïque départemental, comme hôpital militaire allemand pendant la seconde guerre mondiale et enfin comme institut médico-pédagogique pour enfants jusqu'en 1971, date de sa fermeture pour cause de vétusté. Racheté en 1983, le domaine est entièrement restauré, inscrit aux monuments historiques,  et redevient maison d'accueil et institut de théologie.
Dans la première moitié du XXe siècle, ce village fut une place importante pour le marché de la cerise du Comtat puisque ses habitants, pour la plupart paysans, en faisaient la culture. Petit à petit, celle-ci a diminué depuis 1973, date de l'accession du vignoble à l'AOC. Mais le marché de la cerise n'en a pas disparu pour autant.
La coopérative vinicole intercommunale La Courtoise a été construite en 1926, agrandie en 1929 puis modernisée à la fin du XXe siècle.

## Politique et administration

### Tendances politiques et résultats
Au deuxième tour de l'élection présidentielle de 2007, le taux d'abstention a été de 11,40 %. Le résultat sur la commune donna la victoire de Nicolas Sarkozy avec 64,55 % soit 863 voix.

### Liste des maires
| Période                                  | Période   | Identité        | Étiquette | Qualité |
| ---------------------------------------- | --------- | --------------- | --------- | --- |
| mars 1965                                | mars 2005 | Gilbert Espenon | DVD-UDF   | Trufficulteur Conseiller régional de Provence-Alpes-Côte d'Azur [Quand ?] Conseiller général du canton de Pernes-les-Fontaines (1976 → 1996) Officier de la Légion d’honneur |
| mars 2005                                | En cours  | Gilles Vève     | DVD       | Viticulteur et président de coopérative 1er vice-président de la CA Ventoux-Comtat Venaissin                                                                                 |
| Les données manquantes sont à compléter. |           |                 |           | |

La commune qui était du Comtat Venaissin dans les états pontificaux en 1789, est passée dans le département des Bouches-du-Rhône en 1792 sous le nom de Pierre-Blanche, puis dans celui de Vaucluse en 1793 sous le nom de Didier, dans le district de Carpentras et le canton de Venasque. En 1801, elle devient Saint-Didier dans le canton de Pernes devenu Pernes-les-Fontaines en 1936.

### Budget et fiscalité 2016
En 2016, le budget de la commune était constitué ainsi :
- total des produits de fonctionnement : 1 597 000 €, soit 738 € par habitant ;
- total des charges de fonctionnement : 1 403 000 €, soit 648 € par habitant ;
- total des ressources d'investissement : 493 000 €, soit 228 € par habitant ;
- total des emplois d'investissement : 726 000 €, soit 335 € par habitant ;
- endettement : 1 400 000 €, soit 647 € par habitant.

Avec les taux de fiscalité suivants :
- taxe d'habitation : 10,64 % ;
- taxe foncière sur les propriétés bâties : 17,44 % ;
- taxe foncière sur les propriétés non bâties : 60,14 % ;
- taxe additionnelle à la taxe foncière sur les propriétés non bâties : 0,00 % ;
- cotisation foncière des entreprises : 0,00 %.

Chiffres clés Revenus et pauvreté des ménages en 2014 : médiane en 2014 du revenu disponible, par unité de consommation : 21 111 €.

## Démographie
L'évolution du nombre d'habitants est connue à travers les recensements de la population effectués dans la commune depuis 1793. Pour les communes de moins de 10 000 habitants, une enquête de recensement portant sur toute la population est réalisée tous les cinq ans, les populations de référence des années intermédiaires étant quant à elles estimées par interpolation ou extrapolation. Pour la commune, le premier recensement exhaustif entrant dans le cadre du nouveau dispositif a été réalisé en 2006.

En 2022, la commune comptait 2 192 habitants, en évolution de +2,14 % par rapport à 2016 (Vaucluse : +1,73 %, France hors Mayotte : +2,11 %).
| 1793 | 1800 | 1806 | 1821 | 1831 | 1836 | 1841 | 1846 | 1851 |
| ---- | ---- | ---- | ---- | ---- | ---- | ---- | ---- | ---- |
| 367  | 346  | 477  | 440  | 512  | 555  | 658  | 656  | 711  |

| 1856 | 1861 | 1866 | 1872 | 1876 | 1881 | 1886 | 1891 | 1896 |
| ---- | ---- | ---- | ---- | ---- | ---- | ---- | ---- | ---- |
| 768  | 850  | 838  | 768  | 846  | 899  | 900  | 777  | 777  |

| 1901 | 1906 | 1911 | 1921 | 1926 | 1931 | 1936 | 1946 | 1954 |
| ---- | ---- | ---- | ---- | ---- | ---- | ---- | ---- | ---- |
| 756  | 691  | 610  | 565  | 634  | 647  | 809  | 724  | 782  |

| 1962 | 1968  | 1975  | 1982  | 1990  | 1999  | 2006  | 2011  | 2016  |
| ---- | ----- | ----- | ----- | ----- | ----- | ----- | ----- | ----- |
| 795  | 1 024 | 1 067 | 1 313 | 1 657 | 1 847 | 2 024 | 2 149 | 2 146 |

| 2021  | 2022  | - | - | - | - | - | - | - |
| ----- | ----- | - | - | - | - | - | - | - |
| 2 126 | 2 192 | - | - | - | - | - | - | - |

## Économie

### Agriculture

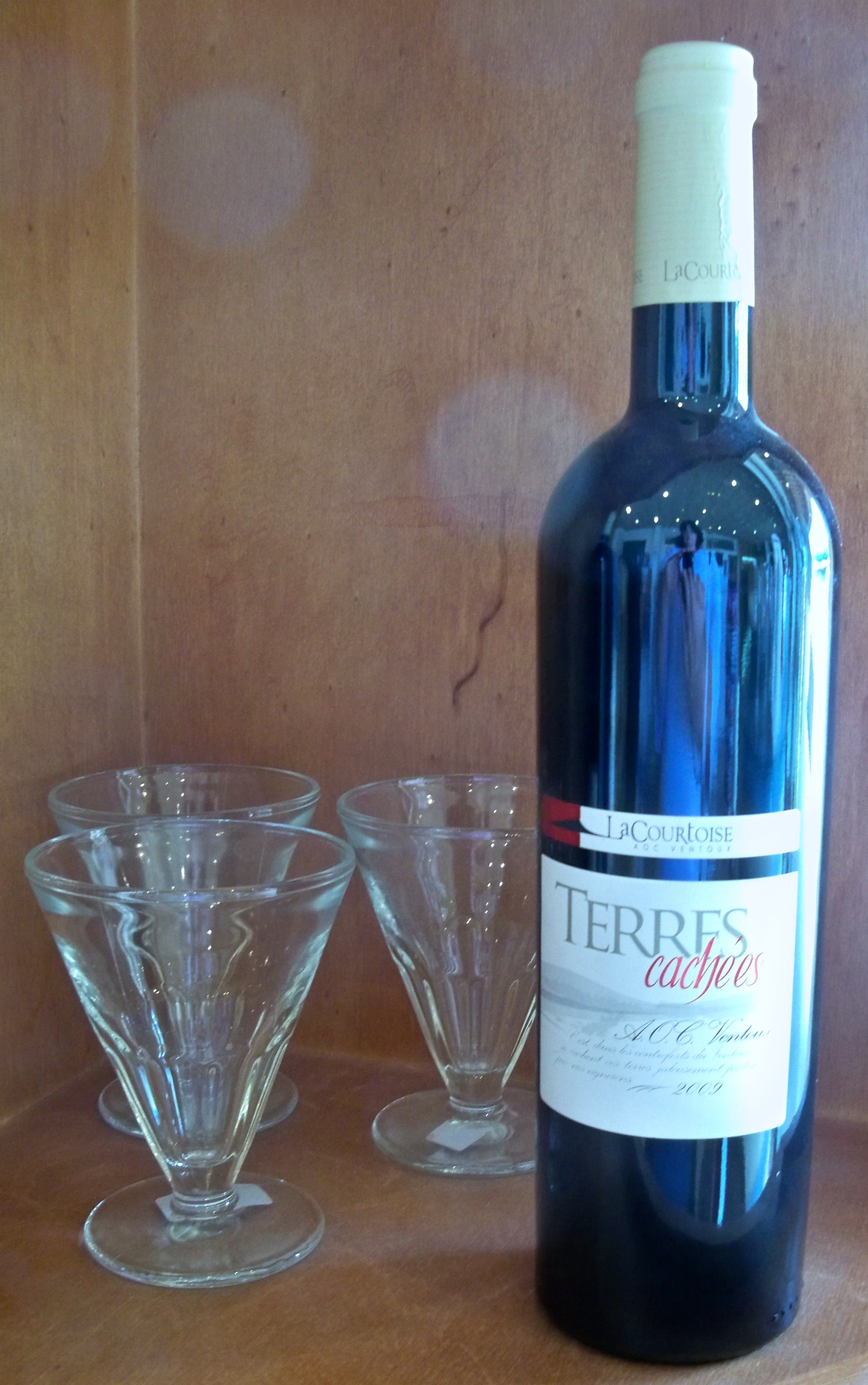
AOC ventoux de la cave La Courtoise.

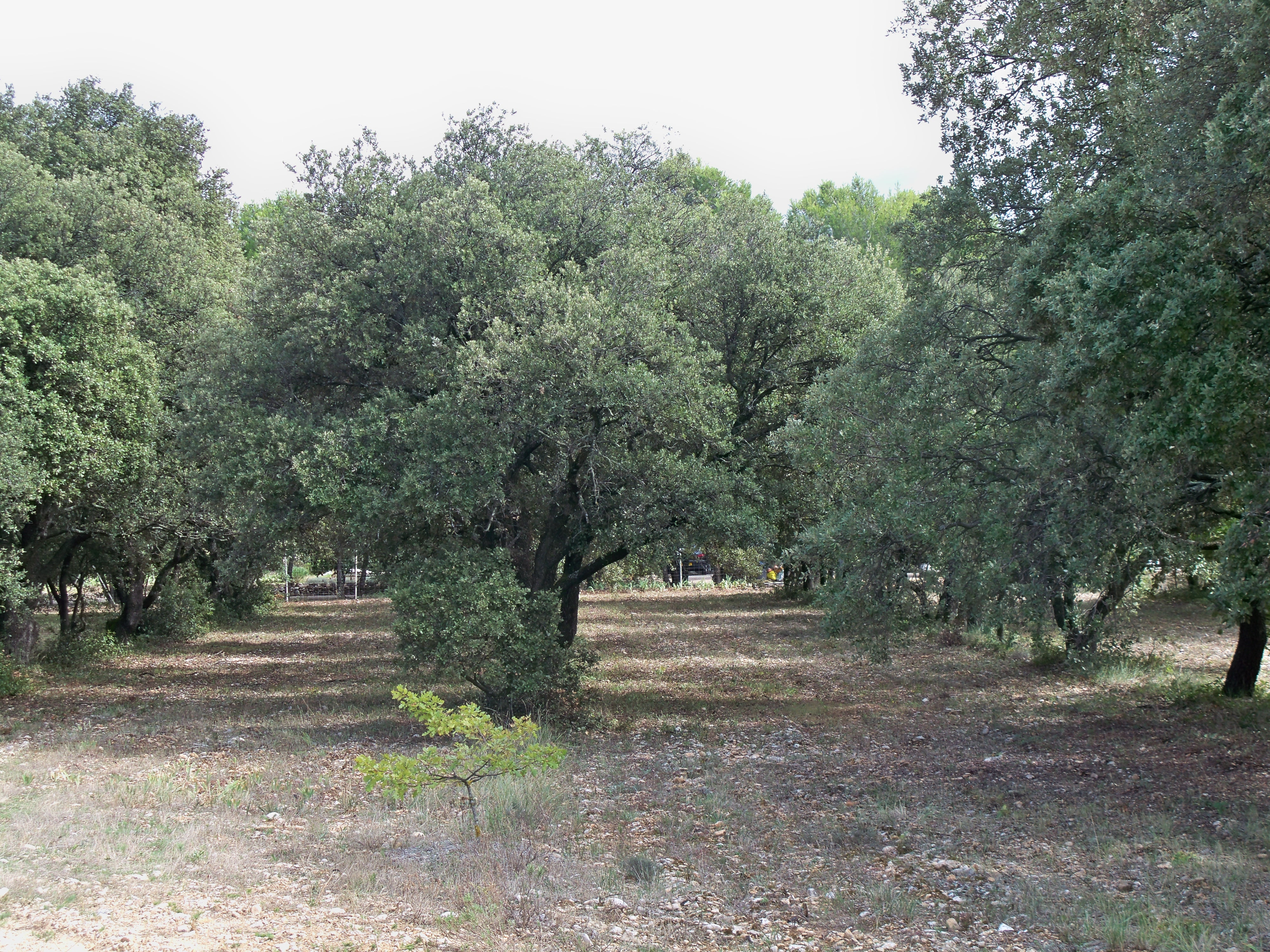
Truffière.

L'agriculture tient toujours une place importante, bien que le nombre d'exploitations diminue régulièrement.
Les cultures sont : des vignes, des cerisiers, des oliviers, des truffiers, des amandes, des abeilles, des maraîchers.
La cave coopérative « La Courtoise » tient une place importante dans la vie économique du village.
Le vin produit est une appellation d'origine contrôlée (A.O.C) depuis 1973 : côtes-du-ventoux.

### Tourisme
Le tourisme a aussi sa part dans l'économie locale. Le secteur bénéficie de l'attrait touristique qu'engendre l'histoire de ses villages, le mont Ventoux qui domine la plaine du Comtat, les Sorgues, la richesse de ses sols et le résultat de son agriculture (œnotourisme en plein développement) et bien sûr son ensoleillement. Gîtes et chambres d'hôtes, deux restaurants gastronomiques, trois cafés-brasseries
Un hôtel restaurant.

### Professions libérales et artisanat
Le village compte quelques professions libérales : des médecins (généralistes et spécialistes), un architecte, une graphiste, et aussi quelques artistes peintres, musiciens, potier...
Quelques petites entreprises sont implantées en sa zone périphérique artisanale dénommée les « Garrigues ». - cette zone artisanale comporte aussi un « établissement classé présentant un risque industriel majeur » mitoyen d'une zone d'habitations.

### Gastronomie

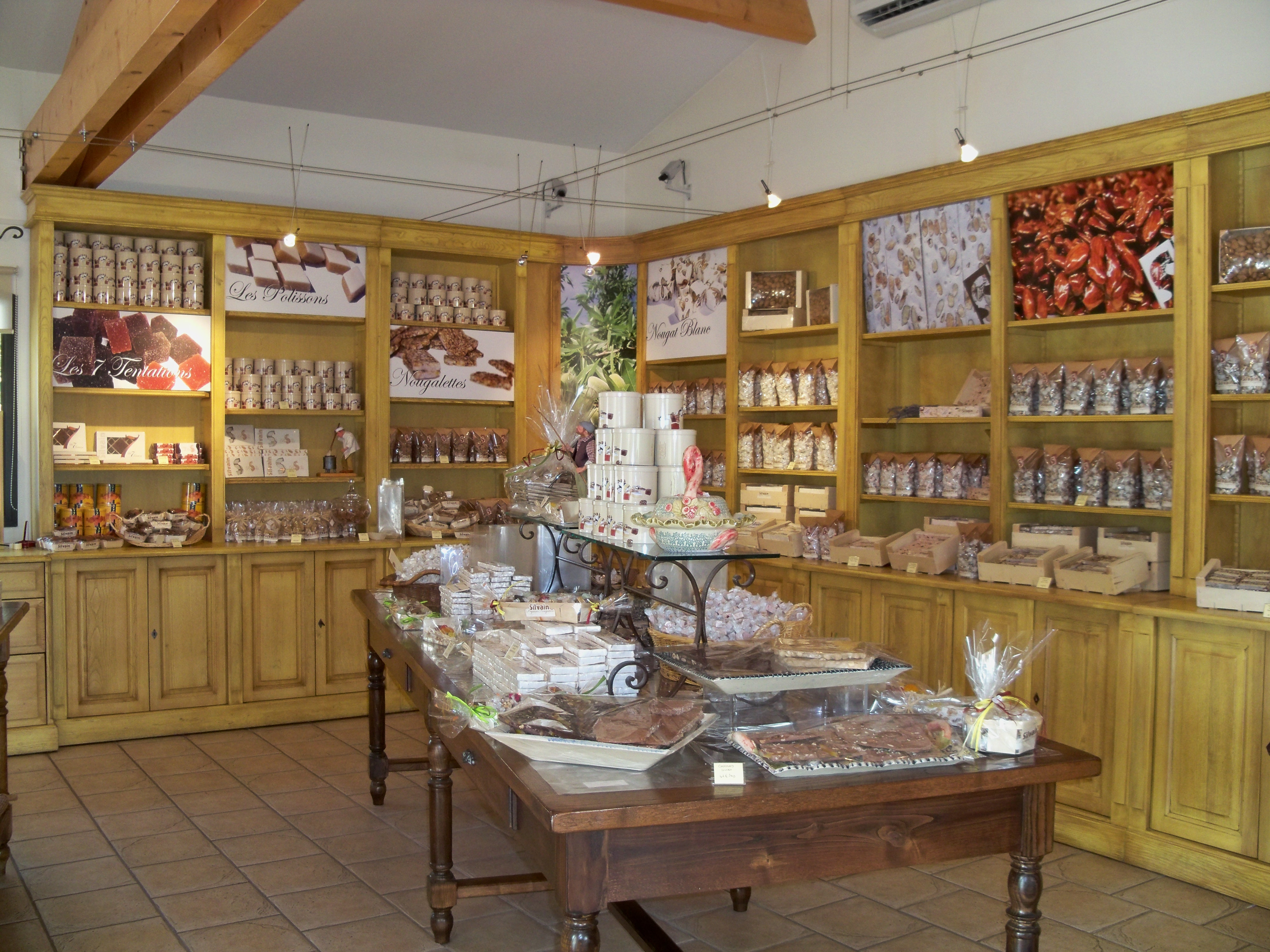
La boutique de Silvain paysan-nougatier.

Dans le centre du village est implantée une entreprise artisanale sous la marque « Silvain, paysans-nougatiers ». Celle-ci fabrique et commercialise toute une série de confiseries typiques de la région comtadine et provençale (nougats blanc et noir, nougatine, pâte de fruits, fruits confits, chocolat, etc.). Sa renommée a largement dépassé les frontières locales puisqu'elle expédie en France et à l'étranger.

## Équipements ou Services

### Enseignement
Saint-Didier comporte une école maternelle et primaire et une crèche. Le collège public dont dépendent les enfants de Saint-Didier est le collège Charles-Doche à Pernes-les-Fontaines ; les lycées (classique ou d'enseignement professionnel) se trouvent à Carpentras.
On trouve également dans ce village un centre international catholique de formation théologique et spirituelle : le Studium Notre Dame de Vie. Ce dernier se trouve dans l'ancien couvent Sainte-Garde-des-Champs et assure des formations de niveau universitaire en théologie dogmatique et en théologie morale.

### Sports
Le cadre des Monts de Vaucluse est propice aux randonnées pédestres, cyclo-touristiques, VTT et moto.

### Santé
Le village bénéficie d'une maison de retraite, centre hospitalier de la Gardette (anciennement établi au château) qui soigne les maladies nerveuses, ainsi que d'une pharmacie. D'autres spécialistes, hôpitaux et cliniques se trouvent à Carpentras et l'Isle-sur-la-Sorgue.

## Vie locale
Trois boulangeries-pâtisseries, deux épiciers dont un traditionnel, un boucher, un buraliste, un marchand de presse, une pharmacie, trois coiffeurs, deux fleuristes, une nougaterie (avec diaporama et salon de thé)...
Tous les lundis matin se tient un marché traditionnel sur la place du village.

### Cultes
L'église du village est affectée au culte catholique. La messe y est célébrée tous les dimanches.

### Écologie et recyclage
La collecte et traitement des déchets des ménages et déchets assimilés et protection et mise en valeur de l'environnement se fait dans le cadre de la communauté d'agglomération Ventoux-Comtat Venaissin.

## Culture locale et patrimoine

### Lieux et monuments

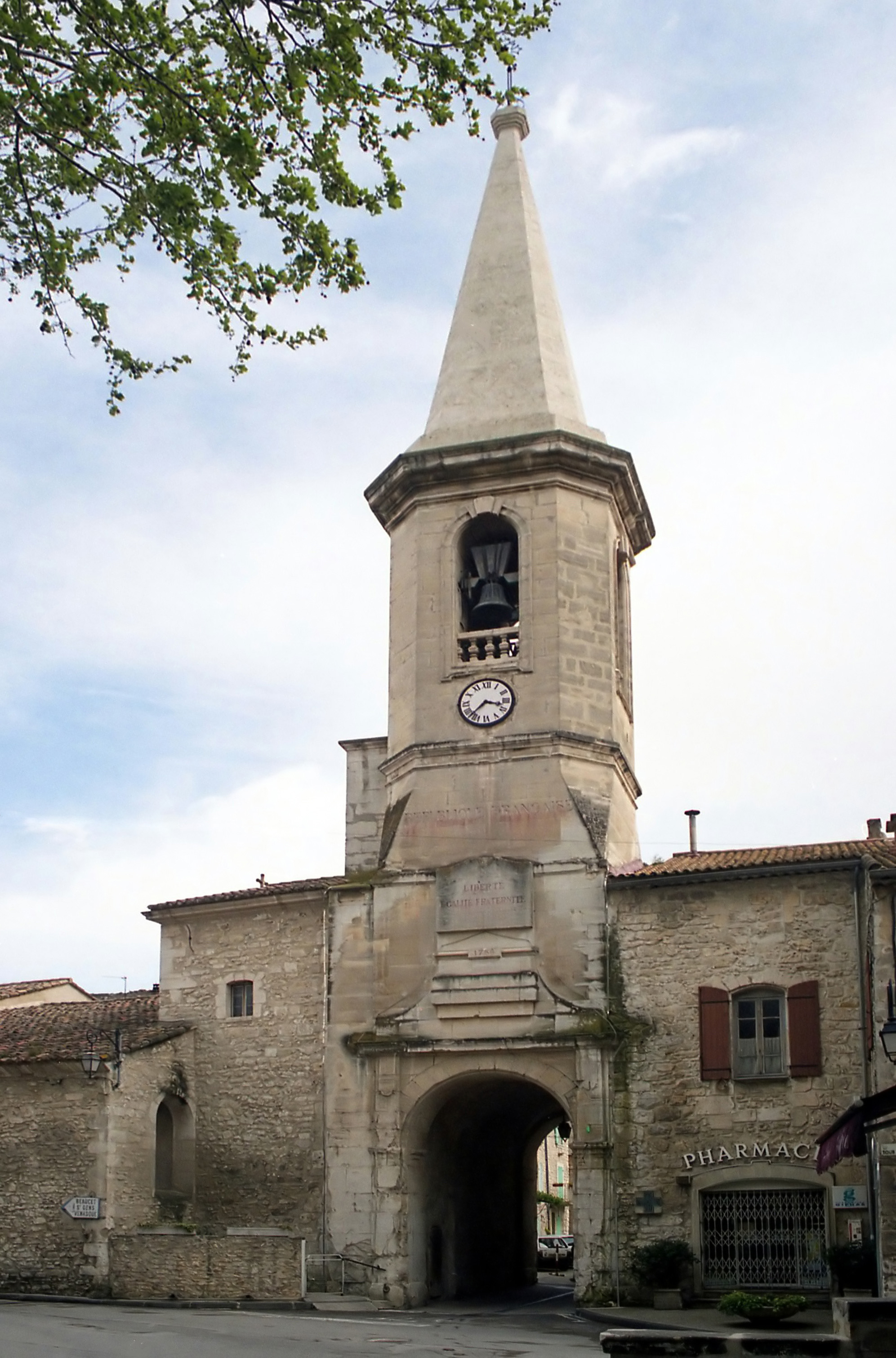
L'église Saint-Didier.

Le château de Thézan dont les façades et les toitures donnant sur la cour d'honneur, le porche d'entrée et l'escalier à vis ont été inscrits monuments historiques le 30 septembre 1975, ainsi que le décor intérieur de la salle des fêtes et du grand salon et la cheminée de la salle de lecture.

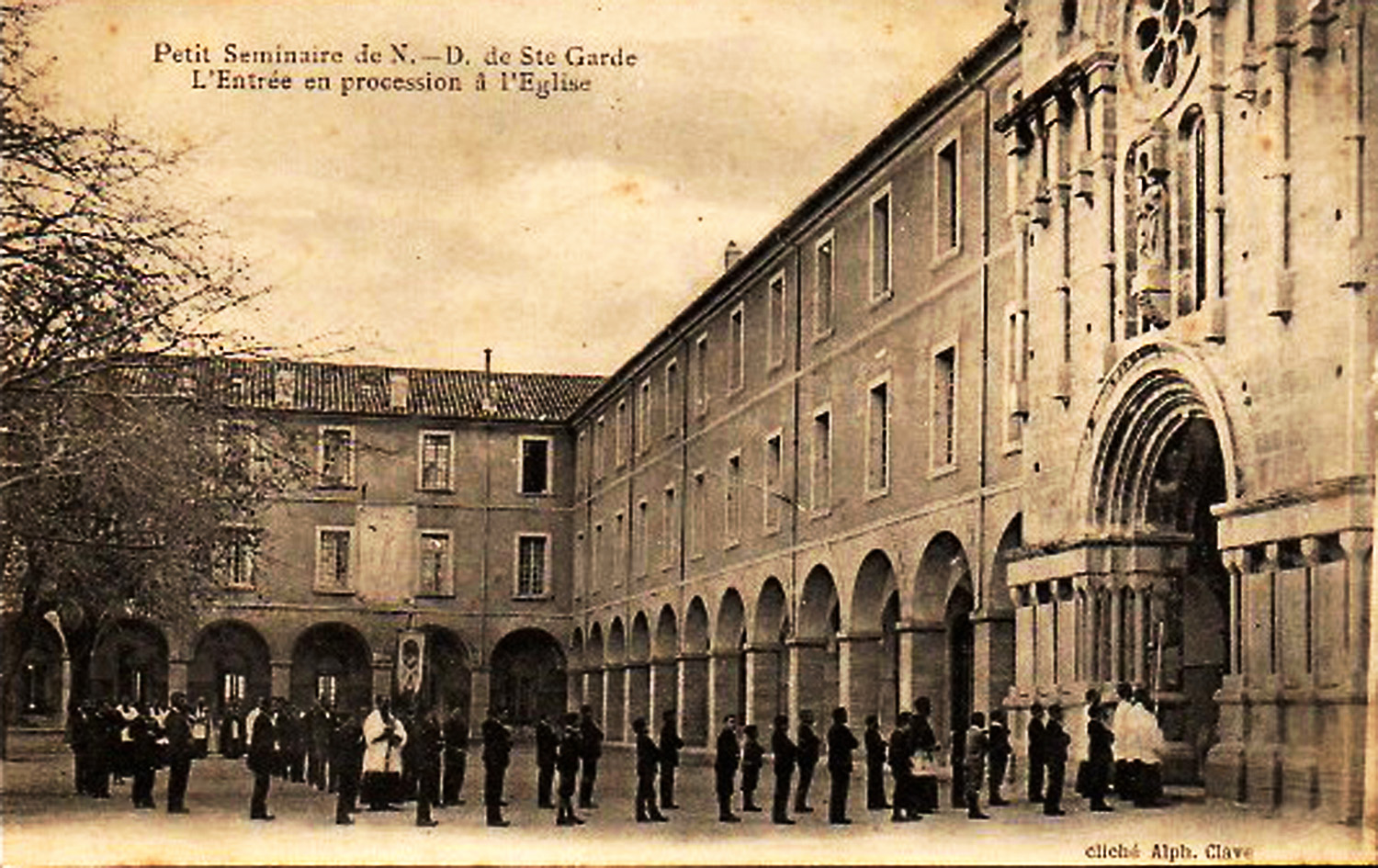
Portail latéral de la chapelle de Sainte-Garde-des-Champs et sa niche avec statue, inscrit aux monuments historiques.

L'église Saint-Didier, du XVIe siècle, remaniée en 1758, comporte un passage couvert à la base du clocher. L'ensemble constitué de l'église, du passage voûté et du clocher a été inscrit monument historique le 21 novembre 1973.
L'ancien couvent Sainte-Garde-des-Champs, construit au XIXe siècle, dont le portail latéral de la chapelle comporte une niche avec statue, a été inscrit monument historique le 23 avril 1981.
Des lavoirs et des fontaines dont la fontaine de la place de l'église qui a été inscrite monument historique le 28 octobre 1949.
Nombreux oratoires, en particulier le long du Chemin des Oratoires.

### Personnalités liées à la commune
- Jules Laurens (1825-1901), peintre natif de Carpentras, s'installe à Saint-Didier en 1880.
- Charles Bézert (1836-1907), sculpteur né à Saint-Didier.
- Lucienne Lazon (Cambrai, 1910 - Saint-Didier, 2007), peintre, graveuse et joaillière française, créatrice en 1955 de la Palme d'or du Festival de Cannes.
- Robert Sabatier (1923-2012), écrivain qui y a séjourné longuement.
- Sébastien Lorca (1978), chanteur acteur.
- Le magazine « L'Acheteur Cycliste », leader en France des magazines liés au cyclisme, a son siège à Saint-Didier.
- Depuis sa création en 1970, l'atelier de facture d'orgues de Pascal Quoirin se situe à Saint-Didier.
- L'actrice allemande Marie Bäumer y vit depuis 2007[34].
- Le théologien Pierre Coulange dirige l'institut de formation catholique.

### Héraldique
| Blason de Saint-Didier | Blason  | Écartelé d'or et de gueules à la croix cléchée, vidée et pommetée de douze pièces, brochant de l'un en l'autre. |
| Blason de Saint-Didier | Détails | Adopté le 17 juin 1983.                                                                                         |